# دیویس سیتی (آیووا)
دیویس سیتی (به انگلیسی: Davis City) شهری در ایالت آیووا کشور ایالات متحده آمریکا است که جمعیت آن در سرشماری سال ۲۰۱۰ میلادی، ۲۰۴ نفر بوده‌است.